# Renaissance City Apartments
El Renaissance City Apartments (anteriormente llamado Millender Center Apartments) es un edificio de apartamentos ubicado en 555 Brush Street en el Downtown de Detroit, Míchigan. Con 33 pisos, fue el inmueble residencial más alto de la ciudad hasta la reapertura de la Broderick Tower. Fue construido en 1985 en el estilo arquitectónico moderno. Alberga la estación Millender Center de la línea de tren elevada Detroit People Mover. 

## Características
El Renaissance City Apartments está conectado por puentes peatonales con el Renaissance Center (al otro lado de la Jefferson Avenue), el Courtyard by Marriott y al Coleman A. Young Municipal Center. Los primeros cinco pisos están dedicados a un amplio estacionamiento.   
Originalmente, el edificio llevaba el nombre de Robert L. Millender, Sr., abogado, activista y político. En el vestíbulo principal hay un retrato de suyo elaborado por Carl Owens.  
Sus primeros cinco pisos están conectados con el adyacente Courtyard by Marriott, de diseño similar. La estructura que los conecta cubre la calle Larned entre las calles Randolph y Brush constituye el parqueadero de cinco pisos.  
Este complejo está vinculado a la ciudad por pasarelas petonales y por el Detroit People Mover, que lo atraviesa a la altura del nivel 5, donde se encuentra la estación Millender Center. En su interior, esta alberga el mosáico Detroit New Morning, elaborado por el artista detroitino Alvin Loving, Jr.